# Puchar Andory w piłce nożnej (2007)
Copa Constitució 2007 czyli (Puchar Andory w piłce nożnej 2007) to coroczny turniej piłkarski w Andorze.

## I runda
Pierwsza runda rozgrywek miała miejsce 21 stycznia 2007.
| Drużyna 1      | Wynik | Drużyna 2         |
| -------------- | ----- | ----------------- |
| UE Extremenya  | 4:2   | Sporting Escaldes |
| Santa Coloma B | 4:2   | FC Rànger's B     |
| Lusitanos B    | 0:3   | UE Engordany      |
| CE Principat B | 1:2   | FC Casa Benfica   |

## II runda
Drugą rundę rozegrano 28 stycznia 2007.
| Drużyna 1       | Wynik | Drużyna 2          |
| --------------- | ----- | ------------------ |
| UE Extremenya   | 2:4   | Inter D'Escaldes   |
| Santa Coloma B  | 2:4   | CE Principat A     |
| UE Engordany    | 1:3   | FC Encamp          |
| FC Casa Benfica | 2:4   | Atletic D'Escaldes |

## Ćwierćfinały
Ćwierćfinały rozegrano 4 lutego 2007.
| Drużyna 1          | Wynik             | Drużyna 2       |
| ------------------ | ----------------- | --------------- |
| Inter D'Escaldes   | 0:4               | FC Rànger's     |
| CE Principat A     | 1:3               | UE Sant Julià   |
| FC Encamp          | 0:0 (dog., k.6-7) | Lusitanos       |
| Atletic D'Escaldes | 0:3               | FC Santa Coloma |

## Półfinały
Półfinały rozegrano 13 maja 2007.
| Drużyna 1   | Wynik     | Drużyna 2         |
| ----------- | --------- | ----------------- |
| FC Rànger's | 1:3       | UE Sant Julià     |
| Lusitanos A | 2:3 (dog. | FC Santa Coloma A |

## Finał
Finał został rozegrany 19 maja 2007.
| Drużyna 1     | Wynik             | Drużyna 2         |
| ------------- | ----------------- | ----------------- |
| UE Sant Julià | 2:2 (dog., k.2-4) | FC Santa Coloma A |